# Прясницыно-Правый Берег
Прясницыно-Правый Берег — опустевшая деревня в Вельском районе Архангельской области. Входит в состав Муниципального образования «Благовещенское».

## География
Деревня расположена в южной части Архангельской области, в таёжной зоне, в пределах северной части Русской равнины, в 83 километрах на север от города Вельска, на правом берегу реки Устья притока Ваги. Ближайшим населённым пунктом является расположенная на противоположном берегу реки нежилая деревня Прясницыно-Левый Берег.
Часовой пояс
Прясницыно-Правый Берег, как и вся Архангельская область, находится в часовой зоне МСК (московское время). Смещение применяемого времени относительно UTC составляет +3:00.

## Население
| 2002 | 2010 | 2012 | 2014 |
| ---- | ---- | ---- | ---- |
| 0    | →0   | →0   | →0   |

## История
Указана в «Списке населённых мест по сведениям 1859 года» в составе Вельского уезда Вологодской губернии под номером «2410» как «Прясницино(Демьяновская)». Таким образом, ранее деревня не разделялась на правобережную и левобережную часть. Насчитывала 16 дворов, 49 жителей мужского пола и 64 женского.
В материалах оценочно-статистического исследования земель Вельского уезда упомянуто, что в 1900 году в административном отношении деревня входила в состав Чадромского сельского общества Леонтьевской волости. На момент переписи в селении Прясницино (Правый берег) находилось 10 хозяйств, в которых проживало 39 жителей мужского пола и 42 женского.